# Gouy-en-Ternois
Gouy-en-Ternois es una comuna francesa situada en el departamento de Paso de Calais, en la región de Alta Francia.

## Demografía
| 182 | 166 | 158 | 150 | 170 | 150 | 132 |
| Para los censos de 1962 a 1999 la población legal corresponde a la población sin duplicidades (Fuente: INSEE [Consultar]) |     |     |     |     |     |     |